# Киннор

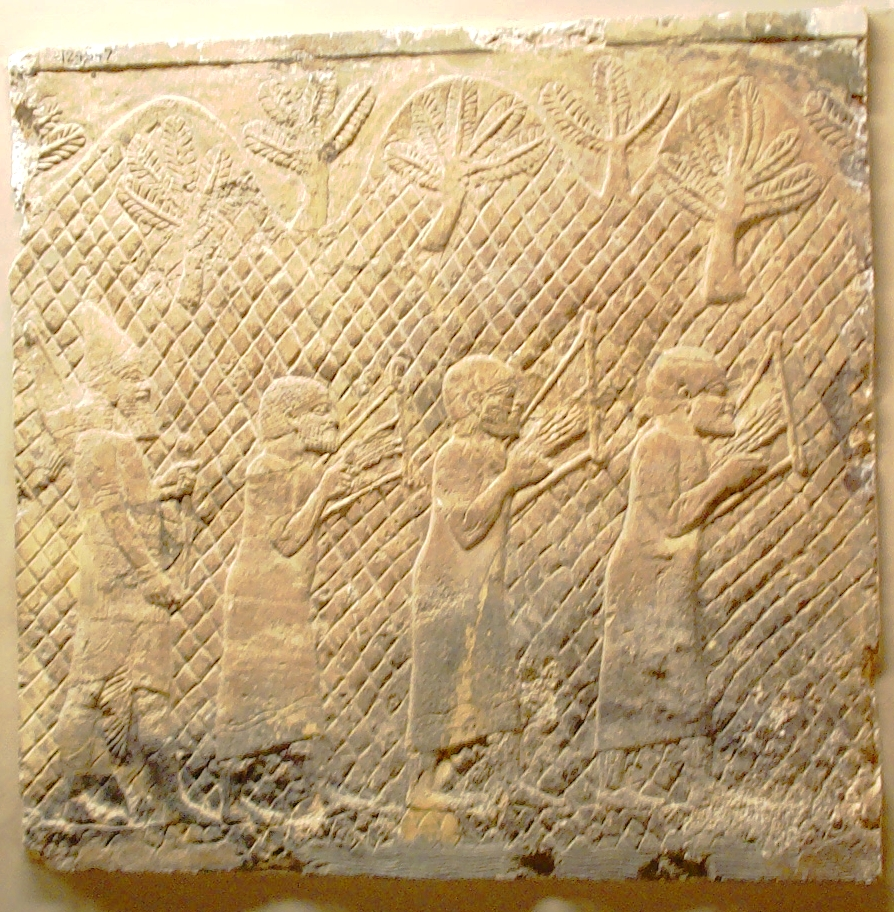
Важнейшим визуальным источником киннора является рельеф из Ниневии, выставленный в Британском музее: поскольку иудейские жители Лахиша были отправлены в изгнание в 701 г. до н. э., они были вынуждены играть в киннор.

Киннор — древнееврейский струнный музыкальный инструмент.
В Торе упоминаются два музыкальных инструмента: киннор (כינור) и невель (נבל). Про невель известно, что это арфа, а о кинноре доподлинно ничего не известно, кроме того, что он имел струны. В связи с этим при переводах подставлялись самые разные значения, часто его также называли арфой.
В русских библейских переводах киннор упоминается по-разному, иногда как «гусли», иногда как «арфа». Это самый первый инструмент, упомянутый в Библии, уже в книге Бытия. Изобретение струнных инструментов приписывают сыну потомка Каина Иувалу:

Имя брату его Иувал: он был отец всех играющих на гуслях и свирели.
— Быт. 4:21
На кинноре древние евреи аккомпанировали исполнению псалмов и славословий. Юный Давид развлекал игрой царя Саула: «И когда дух от Бога бывал на Сауле, то Давид, взяв гусли, играл, — и отраднее и лучше становилось Саулу, и дух злой отступал от него» (1Цар. 16:23). Этот же инструмент упомянут в песне изгнанников — «На вербах, посреди его, повесили мы наши арфы» (Пс. 136:2).
Насчёт формы инструмента общего мнения нет. Возможно, он был не очень большой треугольной арфой или был ближе к лире либо к кифаре. Скорее всего, при игре его держали под мышкой, извлекая звук плектром или просто пальцами. Звук, скорее всего, был негромким, альтового диапазона.
В современном иврите слово «киннор» обозначает скрипку.